# La Bastidienne Bordeaux
Sporting Club de la Bastidienne Bordeaux is een Franse voetbalclub uit de Zuid-Franse stad Bordeaux. De naam komt van de wijk La Bastide op de rechteroever van de stad. 
De club werd in 1904 opgericht onder naam Etoile Sportive de la Bastide. De club was de topclub van de stad in de tussenoorlogse periode. De club werd regionaal kampioen in 1923, 1927, 1928 en 1933. 
Onder leiding van voorzitter Jean Poujolle nam de club op 25 juni 1933 het profstatuut aan en schreef zich in voor het eerste kampioenschap van de Division 2 in 1933. Er waren twee reeksen, verdeeld op geografische basis. La Bastidienne werd slechts zevende op negen clubs en fusioneerde onder druk van de voetbalbond met Club Deportivo omdat het profcomité geen twee profclubs uit Bordeaux wilde. De fusieclub ging verder onder de naam Hispano-Bastidienne Bordeaux.
Na één seizoen werd de fusie ongedaan gemaakt en gingen beide clubs opnieuw hun eigen weg als amateurclub. In 1953 werd de club opnieuw regionaal kampioen.